# Ґіллінґ
Ґіллінґ — у германо-скандинавській міфології велетень, батько Ґуттунґа і Баугі.
У легендах згадується у зв'язку з «медом поезії». Він гостював у двергів Ф'ялара і Галара невдовзі після того, як вони вбили Квасіра і приготували «мед поезії». Гноми не стримались і похвалились перед велетнем своїм напоєм. Незабаром вони пожалкували про те, що обмовились, і, боячись, що велетень їх видасть, вирішили вбити його. Ґуттунґ випадково став свідком убивства свого батька і зібрався убити двергів, але ті відкупились дорогоцінним напоєм.